# Joachim Kiteau
Joachim Kiteau (ur. 23 czerwca 1982 w Wallis) – francuski lekkoatleta specjalizujący się w rzucie oszczepem.
17 lipca 1999 w Bydgoszczy zdobył złoty medal i tytuł mistrza świata juniorów młodszych. Wynik ten uzyskał oszczepem o wadze 700 gramów. Medalista mistrzostw Francji. Rekord życiowy: 79,05 (14 lipca 2002, Saint-Étienne).

## Progresja wyników
| Rok  | Wynik | Data      | Miejsce              | Uwagi           |
| ---- | ----- | --------- | -------------------- | --------------- |
| 1999 | 79,65 | 17 lipca  | Bydgoszcz            | (oszczep 700 g) |
| 2000 | 74,37 | 29 lipca  | Angers               |                 |
| 2001 | 78,97 | 1 lipca   | Saint-Étienne        |                 |
| 2002 | 79,05 | 14 lipca  | Saint-Étienne        |                 |
| 2003 | 70,90 | 10 lipca  | Albertville          |                 |
| 2004 | 73,75 | 18 lipca  | Sotteville-lès-Rouen |                 |
| 2005 | 71,88 | 26 lutego | Tuluza               |                 |